# Jack Collins
Jack Collins (New York, 24 agosto 1918 – Los Angeles, 31 gennaio 2005) è stato un attore statunitense.
Ha interpretato il signor Phillips, capo di Mike Brady nella serie televisiva La famiglia Brady (1969-1974), ed è apparso nei film Chi è l'altro? (1972), La stangata (1973), con Paul Newman,  L'imperatore del Nord (1973), e L'inferno di cristallo (1974), con Steve McQueen e Fred Astaire.

## Filmografia parziale

### Cinema
- Il re del rock and roll (Rock Rock Rock!), regia di Will Price (1956)
- Chi è l'altro? (The Other), regia di Robert Mulligan (1972)
- Impara a conoscere il tuo coniglio (Get to Know Your Rabbit), regia di Brian De Palma (1972)
- La stangata (The Sting), regia di George Roy Hill (1973)
- L'imperatore del Nord (Emperor of the North Pole), regia di Robert Aldrich (1973)
- L'inferno di cristallo (The Towering Inferno), regia di John Guillermin (1974)
- Elliott, il drago invisibile (Pete's Dragon), regia di Don Chaffey (1977)

### Televisione
- The Wackiest Ship in the Army – serie TV, episodio 1x12 (1965)
- Bonanza – serie TV, episodi 10x30-11x09 (1969)
- La famiglia Brady (The Brady Bunch) – serie TV, 3 episodi (1970-1971)